# Asger Jorn in memoriam
Asger Jorn in memoriam er en portrætfilm fra 1995 instrueret af Ole Roos efter manuskript af Ole Roos.

## Handling
Asger Jorn (1914-1973) er ansigtet, der vendes tilbage til i denne film, hvor en række af hans kunstnerkammerater personligt og uhøjtideligt erindrer møder og episoder med den danske kunstner. Optagelserne med medlemmer af COBRA-gruppen stammer fra efteråret 1974, året efter Jorns død. Udsagnene er friske og giver et blik indefra på Jorns indsats som ildsjælen i de mangeartede begivenheder, der førte til dannelsen af COBRA. Hovedvidnet er den belgiske digter Christian Dotremont, og i øvrigt er ordet givet til Karel Appel, Willem Sandberg, Egill Jacobsen, Constant, Alechinsky og Corneille. I optagelser med den hvidskæggede, cigarrygende Jorn fra slutningen af tresserne taler han om sin manglende forstand på kunst og om de dengang spirende planer om et museum i Silkeborg.